# Ammotrecha enriquei
Espèce
Ammotrecha enriquei est une espèce de solifuges de la famille des Ammotrechidae.

## Distribution
Cette espèce est endémique de Cuba. Elle se rencontre vers la côte dans les provinces de Ciego de Ávila, de Camagüey, de Las Tunas et de Holguín.

## Description
Le mâle holotype mesure 10,65 mm, les mâles mesurent de 9,45 à 10,65 mm et les femelles de 16,00 à 16,50 mm.

## Étymologie
Cette espèce est nommée en l'honneur d'Enrique López.

## Publication originale
- Armas & Teruel, 2005 : The wind scorpions of Cuba (Arachnida: Solifugae). Boletín de la Sociedad Entomológica Aragonesa, vol. 37, p. 149-163 (texte intégral).